# Arbeitsgericht Neustettin
Das Arbeitsgericht Neustettin war ein Gericht der Arbeitsgerichtsbarkeit mit Sitz in Neustettin.

## Geschichte
Gemäß Arbeitsgerichtsgesetz vom 23. Dezember 1926 wurden in Deutschland Arbeitsgerichte gebildet. Diese waren nur in der ersten Instanz organisatorisch selbstständige Gerichte, die Landesarbeitsgerichte waren den Landgerichten zugeordnet. Am Landgericht Köslin entstand so 1927 das Landesarbeitsgericht Köslin als eines von zwei Landesarbeitsgerichten im Bezirk des Oberlandesgerichtes Stettin. In Neustettin entstand das Arbeitsgericht Neustettin. Sein Sprengel umfasste den Bezirk der Amtsgerichte Bärwalde, Falkenburg, Neustettin, Ratzebuhr und Tempelburg. Es bestand eine gemeinsame Kammer für Arbeiter und Angestellte und eine Kammer für Handwerk.
Nach der Besetzung Deutschlands durch die Alliierten wurden 1945 die Deutschen vertrieben und die Geschichte des Arbeitsgerichts Neustettin endete.